# Mörttjärnen (Los socken, Hälsingland, 684296-146729)
Mörttjärnen är en sjö i Ljusdals kommun i Hälsingland och ingår i Ljusnans huvudavrinningsområde. Sjön har en area på 0,0708 kvadratkilometer och ligger 382,9 meter över havet.

## Delavrinningsområde
Mörttjärnen ingår i det delavrinningsområde (684369-146656) som SMHI kallar för Mynnar i Nätsjöbäcken. Medelhöjden är 381 meter över havet och ytan är 5,59 kvadratkilometer. Det finns ett avrinningsområde uppströms, och räknas det in blir den ackumulerade arean 6,8 kvadratkilometer. Vattendraget som avvattnar avrinningsområdet har biflödesordning 5, vilket innebär att vattnet flödar genom totalt 5 vattendrag innan det når havet efter 174 kilometer. Avrinningsområdet består mestadels av skog (89 procent). Avrinningsområdet har 0,07 kvadratkilometer vattenytor vilket ger det en sjöprocent på 1,3 procent.